# Su Majestad (serie de televisión)
Su Majestad es una serie de televisión por internet española de comedia y sátira política creada por Borja Cobeaga y Diego San José para Prime Video. Está producida por 100 Balas y Sayaka Producciones, y protagonizada por Anna Castillo y Ernesto Alterio. Se estrenó en Prime Video el 27 de febrero de 2025.

## Trama
Pilar (Anna Castillo) es una joven princesa y futura reina de España que, de forma repentina y precipitada, se ve obligada a permanecer al frente de la institución tras un escándalo protagonizado por su padre, el rey Alfonso XIV (Pablo Derqui), que le aparta de la primera línea pública durante unos meses. Pilar debe demostrarle al país que no es la mujer irresponsable, insolente, vaga e inútil que todos creen que es. Lo que pasa es que igual tienen razón.

## Reparto
- Anna Castillo como Pilar de Salazar.
- Ernesto Alterio como Guillermo Salvatierra Bohórquez.[3]
- Pablo Derqui como el rey Alfonso XIV.
- Ramón Barea como Isidro Ibárruri.
- Ana María Vidal como María Elena Bohórquez.
- Lucía Díez como Camino.
- Pablo Vázquez como el jefe de Seguridad.
- Freddie Dennis como el príncipe Richard.
- Florentino Fernández como Cañete.
- Óscar de la Fuente como el rector de la universidad.
- Miguel de Lira como el juez Moure.
- Joan Carreras como el presidente del Gobierno.

## Producción
El 21 de febrero de 2024, Prime Video anunció que estaba desarrollando la serie de comedia satírica Su majestad, la cual estaría creada por Borja Cobeaga y Diego San José y protagonizada por Anna Castillo y Ernesto Alterio. El 11 de abril de 2024, se anunció que el rodaje de la serie había concluido después de diez semanas. El rodaje de la serie tuvo lugar principalmente en la Comunidad de Madrid y sus alrededores, con ubicaciones emblemáticas como el Palacio Real de La Granja de San Ildefonso, como residencia del monarca, ubicándolo - artificialmente - a las afueras de la ciudad de Madrid, el Cine Barceló, la Casa del Libro,  el Faro de Moncloa, el Teatro La Latina, o el Pabellón 8 de la Facultad de Medicina (Universidad Complutense de Madrid) como sede de la ficticia Universidad Reina Carolina.

## Episodios
| N.º | Título             | Dirigido por    | Escrito por                                             | Fecha de lanzamiento original |
| --- | ------------------ | --------------- | ------------------------------------------------------- | ----------------------------- |
| 1   | «Infanta terrible» | Borja Cobeaga   | Borja Cobeaga, José Antonio Pérez Ledo y Diego San José | 27 de febrero de 2025         |
| 2   | «Bufón»            | Borja Cobeaga   | Borja Cobeaga, José Antonio Pérez Ledo y Diego San José | 27 de febrero de 2025         |
| 3   | «Guillotina»       | Ginesta Guindal | Borja Cobeaga, José Antonio Pérez Ledo y Diego San José | 27 de febrero de 2025         |
| 4   | «Dúplex»           | Ginesta Guindal | Borja Cobeaga, José Antonio Pérez Ledo y Diego San José | 27 de febrero de 2025         |
| 5   | «Richie»           | Borja Cobeaga   | Borja Cobeaga, José Antonio Pérez Ledo y Diego San José | 27 de febrero de 2025         |
| 6   | «¡Viva Pilar!»     | Ginesta Guindal | Borja Cobeaga, José Antonio Pérez Ledo y Diego San José | 27 de febrero de 2025         |
| 7   | «Reina»            | Borja Cobeaga   | Borja Cobeaga, José Antonio Pérez Ledo y Diego San José | 27 de febrero de 2025         |

## Lanzamiento y marketing
En febrero de 2024, coincidiendo con el anuncio de la serie, Prime Video lanzó el primer teaser de Su Majestad. El 17 de diciembre de 2024, Prime Video programó el estreno de la serie en su plataforma para el 27 de febrero de 2025.